# Porsche Tennis Grand Prix 2016
Porsche Tennis Grand Prix 2016 byl tenisový turnaj ženského profesionálního okruhu WTA Tour, hraný v hale Porsche-Arena na krytých antukových dvorcích. Konal se mezi 18. a 24. dubnem 2016 v německém Stuttgartu jako třicátý devátý ročník turnaje.
Rozpočet turnaje činil 759 000 dolarů. V rámci WTA Tour se řadil do kategorie WTA Premier Tournaments. Představoval jediný ženský turnaj v sezóně 2016 probíhající na krytých antukových dvorcích.
Nejvýše nasazenou hráčkou ve dvouhře se stala polská světová dvojka Agnieszka Radwańská. Jako poslední přímá účastnice do dvouhry nastoupila 49. maďarská hráčka žebříčku Tímea Babosová.
Singlový titul obhájila Němka Angelique Kerberová a poprvé v kariéře tak vyhrála jeden turnaj dvakrát. Vyjma finanční odměny obdržela také model sportovního vozu Porsche 718 Boxster S pro rok 2017. Deblovou část ovládl francouzský pár Caroline Garciaová a Kristina Mladenovicová.

## Distribuce bodů a finančních odměn

### Distribuce bodů
| Soutěž  | vítězky | finalistky | semifinalistky | čtvrtfinalistky | 16 v kole | 32 v kole | Q  | Q3 | Q2 | Q1 |
| ------- | ------- | ---------- | -------------- | --------------- | --------- | --------- | -- | -- | -- | -- |
| dvouhra | 470     | 305        | 185            | 100             | 55        | 1         | 25 | 18 | 13 | 1  |
| čtyřhra | 470     | 305        | 185            | 100             | 1         | —         | —  | —  | —  | —  |

### Finanční odměny
| Soutěž                                | vítězky  | finalistky | semifinalistky | čtvrtfinalistky | 16 v kole | 32 v kole | Q3     | Q2     | Q1   |
| ------------------------------------- | -------- | ---------- | -------------- | --------------- | --------- | --------- | ------ | ------ | ---- |
| dvouhra                               | €104 477 | €55 792    | €29 799        | €16 018         | €8 590    | €5 451    | €2 448 | €1 301 | €724 |
| čtyřhra                               | €32 680  | €17 459    | €9 541         | €4 855          | €2 637    | —         | —      | —      | —    |
| částky ve čtyřhře jsou uváděny na pár |          |            |                |                 |           |           |        |        |      |

## Ženská dvouhra

### Nasazení
| Stát                          | Hráčka                    | WTA | Nasazení |
| ----------------------------- | ------------------------- | --- | -------- |
| Polsko                        | Agnieszka Radwańská       | 2.  | 1.       |
| Německo                       | Angelique Kerberová       | 3.  | 2.       |
| Španělsko                     | Garbiñe Muguruzaová       | 4.  | 3.       |
| Rumunsko                      | Simona Halepová           | 6.  | 4.       |
| Česko                         | Petra Kvitová             | 7.  | 5.       |
| Itálie                        | Roberta Vinciová          | 8.  | 6.       |
| Španělsko                     | Carla Suárezová Navarrová | 11. | 7.       |
| Česko                         | Lucie Šafářová            | 15. | 8.       |
| Žebříček WTA k 11. dubnu 2016 |                           |     |          |

### Jiné formy účasti
Následující hráčky obdržely divokou kartu do hlavní soutěže:
- Anna-Lena Friedsamová[1]
- Julia Görgesová[1]

Následující hráčky postoupily z kvalifikace:
- Louisa Chiricová
- Océane Dodinová
- Laura Siegemundová
- Carina Witthöftová

Následující hráčka postoupila z kvalifikace jako tzv. šťastná poražená:
- Camila Giorgiová[1]

### Odhlášení
před zahájením turnaje
- Belinda Bencicová (poranění zad) → nahradila ji Caroline Garciaová
- Sara Erraniová (poranění pravé dolní končetiny)[1] → nahradila ji Camila Giorgiová
- Madison Keysová → nahradila ji Monica Niculescuová
- Světlana Kuzněcovová → nahradila ji Alizé Cornetová
- Maria Šarapovová (dočasná suspenzace) → nahradila ji Jekatěrina Makarovová

## Ženská čtyřhra

### Nasazení
| Stát                                                                      | Hráčka             | Stát      | Hráčka                 | WTA | Nasazení |
| ------------------------------------------------------------------------- | ------------------ | --------- | ---------------------- | --- | -------- |
| Švýcarsko                                                                 | Martina Hingisová  | Indie     | Sania Mirzaová         | 2.  | 1.       |
| Francie                                                                   | Caroline Garciaová | Francie   | Kristina Mladenovicová | 23. | 2.       |
| Slovinsko                                                                 | Andreja Klepačová  | Slovinsko | Katarina Srebotniková  | 54. | 3.       |
| USA                                                                       | Raquel Atawová     | Polsko    | Alicja Rosolská        | 78. | 4.       |
| Žebříček WTA k 11. dubnu 2016; číslo je součtem umístění obou členek páru |                    |           |                        |     |          |

### Jiné formy účasti
Následující páry obdržely divokou kartu do hlavní soutěže:
- Annika Becková /  Roberta Vinciová
- Anna-Lena Friedsamová /  Andrea Petkovicová
- Sabine Lisická /  Lucie Šafářová

## Přehled finále

### Ženská dvouhra
- Angelique Kerberová vs.  Laura Siegemundová, 6–4, 6–0

### Ženská čtyřhra
- Caroline Garciaová /  Kristina Mladenovicová vs.  Martina Hingisová /  Sania Mirzaová, 2–6, 6–1, [10–6]